# Gand-Wevelgem féminin 2024
Cet article concerne la course féminine. Pour la course masculine, voir Gand-Wevelgem 2024.
La 13e édition de Gand-Wevelgem féminin a lieu le 24 mars 2024. Elle fait partie de l'UCI World Tour féminin. Elle est remportée par la Néerlandaise Lorena Wiebes.

## Présentation

### Organisation
L'épreuve est organisée par Flanders Classics.

### Équipes
| UCI Women's WorldTeams (15)- AG Insurance-Soudal Team - Canyon-SRAM Racing - Ceratizit-WNT Pro Cycling - FDJ-Suez - Fenix-Deceuninck - Human Powered Health - Lidl-Trek - Liv AlUla Jayco - Movistar Team - Roland - Team DSM-Firmenich PostNL - SD Worx-Protime - Team Visma \| Lease a Bike - UAE Team ADQ - Uno-X Mobility Équipes féminines continentales (9)- Arkea-B&B Hotels women - Chevalmeire - Cofidis - EF Education-Cannondale - Lifeplus Wahoo - Lotto Dstny Ladies - Proximus-Cyclis CT - Team Coop-Repsol - VolkerWessels |
| |

### Parcours
Le départ est donné à Ypres. La course de 171,2 kilomètres passe par les Moëres après une 49 kilomètres de course. La première ascension est le Scherpenberg après 106 kilomètres. Le premier passage du Mont Kemmel se situe au km 119, le deuxième et dernier au km 136 soit 34 kilomètres avant l'arrivée à Wevelgem.
| Mont | Nom                     | Km    | Revêtement | Longueur (m) | Pente moyenne | Km de l'arrivée |
| ---- | ----------------------- | ----- | ---------- | ------------ | ------------- | --------------- |
| 1    | Scherpenberg            | 106,8 | Asphalte   | 1 000        | 2,3 %         | 64,4            |
| 2    | Baneberg (nl)           | 111,6 | Asphalte   | 1 300        | 6 %           | 59,6            |
| 3    | Monteberg (nl)          | 117,6 | Asphalte   | 1 000        | 5,4 %         | 53,6            |
| 4    | Mont Kemmel - Belvedère | 119,4 | Pavé       | 400          | 10,4 %        | 51,8            |
| 5    | Scherpenberg            | 126,9 | Asphalte   | 1 000        | 2,3 %         | 44,3            |
| 6    | Baneberg (nl)           | 131,6 | Asphalte   | 1 300        | 6 %           | 39,6            |
| 7    | Mont Kemmel - Ossuaire  | 136,9 | Pavé       | 700          | 10,9 %        | 34,3            |

## Favorites
La formation SD Worx avec la vainqueur sortante Marlen Reusser, la championne du monde Lotte Kopecky et la sprinteuse Lorena Wiebes est favorite. Elisa Balsamo après deux victoires World Tour de rang : Trofeo Alfredo Binda-Comune di Cittiglio et Classic Bruges-La Panne, est en pleine confiance également. Les autres favorites sont : Charlotte Kool, Emma Norsgaard et Letizia Paternoster.

## Récit de la course
Julie Van de Velde, Giorgia Vettorello, Lieke Nooijen, Anniina Ahtosalo, Amandine Fouquenet et Laura Molenaar forment la première échappée. Elles obtiennent jusqu'à cinq minutes d'avance, mais sont reprises à soixante-seize kilomètres de l'arrivée. Le passages des Moeres provoque des bordures, mais le peloton se reforme par la suite. Dans le Baneberg, Lotte Kopecky place une première attaque. Elle est suivie par Christina Schweinberger, Chiara Consonni, Pfeiffer Georgi et Emma Norsgaard. Lorena Wiebes, Marlen Reusser, Christine Majerus et Puck Pieterse effectuent la jonction juste après. Néanmoins, cette sortie est de courte durée. Dans la première montée du Kemmel, Kopecky accélère de nouveau avec Pieterse, Wiebes, Georgi et Silvia Persico. Elisa Longo Borghini et Balsamo reviennent après la descente. Un regroupement a lieu. Letizia Borghesi prend quelques mètres d'avance, mais tout revient dans l'ordre avant la dernière montée du mont Kemmel. Dans celle-ci, Kopecky ouvre la route avec Wiebes dans sa roue. Georgi parvient à suivre. Après la descente, Longo Borghini, Reusser, Shirin van Anrooij,  Karlijn Swinkels et Pieterse reviennent sur le trio. Swinkels attaque deux fois, mais Reusser la marque. La SD Worx ne veut pas emmener le groupe et le peloton revient rapidement. Par la suite Floortje Mackaij  attaque, sa coéquipière Emma Norsgaard contre et reste quelques kilomètres en tête. Après une période calme, Emma Norsgaard attaque de nouveau à quatre kilomètres de l'arrivée. Ellen van Dijk provoque le regroupement mais Grace Brown place un contre puissant. Le peloton est alors désorganisé, cependant l'Australienne est revue après la flamme rouge. Kopecky ouvre le sprint pour Wiebes. Balsamo remonte, mais la Néerlandaise s'impose avec une faible marge, le lancé de vélo s'avérant déterminant.

## Classements

### Classement final
| \| Classement général \| Classement général \| Classement général \| Classement général \| Classement général \| \| Coureuse \| Coureuse \| Pays \| Équipe \| Temps \| \| ------------------ \| ------------------------- \| ------------------ \| ------------------------- \| ------------------ \| \| 1re \| Lorena Wiebes \| Pays-Bas \| SD Worx-Protime \| 4 h 16 min 19 s \| \| 2e \| Elisa Balsamo \| Italie \| Lidl-Trek \| + 0 s \| \| 3e \| Chiara Consonni \| Italie \| UAE Team ADQ \| + 0 s \| \| 4e \| Charlotte Kool \| Pays-Bas \| Team dsm-firmenich PostNL \| + 0 s \| \| 5e \| Maria Giulia Confalonieri \| Italie \| Uno-X Mobility \| + 0 s \| \| 6e \| Arlenis Sierra \| Cuba \| Movistar Team \| + 0 s \| \| 7e \| Puck Pieterse \| Pays-Bas \| Fenix-Deceuninck \| + 0 s \| \| 8e \| Thalita de Jong \| Pays-Bas \| Lotto Dstny Ladies \| + 0 s \| \| 9e \| Christina Schweinberger \| Autriche \| Fenix-Deceuninck \| + 0 s \| \| 10e \| Maggie Coles-Lyster \| Canada \| Roland \| + 0 s \| |                           |          |                           |                 |
| |                           |          |                           |                 |
| Source : ProCyclingStats |                           |          |                           |                 |
| Classement général |                           |          |                           |                 |
| Coureuse | Coureuse                  | Pays     | Équipe                    | Temps           |
| 1re | Lorena Wiebes             | Pays-Bas | SD Worx-Protime           | 4 h 16 min 19 s |
| 2e | Elisa Balsamo             | Italie   | Lidl-Trek                 | + 0 s           |
| 3e | Chiara Consonni           | Italie   | UAE Team ADQ              | + 0 s           |
| 4e | Charlotte Kool            | Pays-Bas | Team dsm-firmenich PostNL | + 0 s           |
| 5e | Maria Giulia Confalonieri | Italie   | Uno-X Mobility            | + 0 s           |
| 6e | Arlenis Sierra            | Cuba     | Movistar Team             | + 0 s           |
| 7e | Puck Pieterse             | Pays-Bas | Fenix-Deceuninck          | + 0 s           |
| 8e | Thalita de Jong           | Pays-Bas | Lotto Dstny Ladies        | + 0 s           |
| 9e | Christina Schweinberger   | Autriche | Fenix-Deceuninck          | + 0 s           |
| 10e | Maggie Coles-Lyster       | Canada   | Roland                    | + 0 s           |

### UCI World Tour

#### Points attribués
| Position           | 1er | 2e  | 3e  | 4e  | 5e  | 6e  | 7e  | 8e  | 9e | 10e | 11e | 12e | 13e | 14e | 15e | 16e à 20e | 21e à 30e | 31e à 40e |
| Classement général | 400 | 320 | 260 | 220 | 180 | 140 | 120 | 100 | 80 | 68  | 56  | 48  | 40  | 32  | 28  | 24        | 16        | 8         |

| Classement par points | Classement par points | Classement par points | Classement par points     | Classement par points |
| Coureuse              | Coureuse              | Pays                  | Équipe                    | Points                |
| --------------------- | --------------------- | --------------------- | ------------------------- | --------------------- |
| 1re                   | Lotte Kopecky         | Belgique              | SD Worx-Protime           | 1530 pts              |
| 2e                    | Elisa Balsamo         | Italie                | Lidl-Trek                 | 1508 pts              |
| 3e                    | Lorena Wiebes         | Pays-Bas              | SD Worx-Protime           | 1036 pts              |
| 4e                    | Puck Pieterse         | Pays-Bas              | Fenix-Deceuninck          | 780 pts               |
| 5e                    | Elisa Longo Borghini  | Italie                | Lidl-Trek                 | 723 pts               |
| 6e                    | Neve Bradbury         | Australie             | Canyon-SRAM Racing        | 710 pts               |
| 7e                    | Charlotte Kool        | Pays-Bas              | Team dsm-firmenich PostNL | 596 pts               |
| 8e                    | Chiara Consonni       | Italie                | UAE Team ADQ              | 583 pts               |
| 9e                    | Sarah Gigante         | Australie             | AG Insurance-Soudal Team  | 530 pts               |
| 10e                   | Dominika Włodarczyk   | Pologne               | UAE Team ADQ              | 520 pts               |

| Classement par points | Classement par points | Classement par points | Classement par points     | Classement par points |
| Coureuse              | Coureuse              | Pays                  | Équipe                    | Points                |
| --------------------- | --------------------- | --------------------- | ------------------------- | --------------------- |
| 1re                   | Lotte Kopecky         | Belgique              | SD Worx-Protime           | 1530 pts              |
| 2e                    | Elisa Balsamo         | Italie                | Lidl-Trek                 | 1508 pts              |
| 3e                    | Lorena Wiebes         | Pays-Bas              | SD Worx-Protime           | 1036 pts              |
| 4e                    | Puck Pieterse         | Pays-Bas              | Fenix-Deceuninck          | 780 pts               |
| 5e                    | Elisa Longo Borghini  | Italie                | Lidl-Trek                 | 723 pts               |
| 6e                    | Neve Bradbury         | Australie             | Canyon-SRAM Racing        | 710 pts               |
| 7e                    | Charlotte Kool        | Pays-Bas              | Team dsm-firmenich PostNL | 596 pts               |
| 8e                    | Chiara Consonni       | Italie                | UAE Team ADQ              | 583 pts               |
| 9e                    | Sarah Gigante         | Australie             | AG Insurance-Soudal Team  | 530 pts               |
| 10e                   | Dominika Włodarczyk   | Pologne               | UAE Team ADQ              | 520 pts               |

| Classement du meilleur jeune | Classement du meilleur jeune | Classement du meilleur jeune | Classement du meilleur jeune | Classement du meilleur jeune |
| Coureuse                     | Coureuse                     | Pays                         | Équipe                       | Points                       |
| ---------------------------- | ---------------------------- | ---------------------------- | ---------------------------- | ---------------------------- |
| 1re                          | Puck Pieterse                | Pays-Bas                     | Fenix-Deceuninck             | 26 pts                       |
| 2e                           | Shirin van Anrooij           | Pays-Bas                     | Lidl-Trek                    | 18 pts                       |
| 3e                           | Neve Bradbury                | Australie                    | Canyon-SRAM Racing           | 14 pts                       |

| Classement du meilleur jeune | Classement du meilleur jeune | Classement du meilleur jeune | Classement du meilleur jeune | Classement du meilleur jeune |
| Coureuse                     | Coureuse                     | Pays                         | Équipe                       | Points                       |
| ---------------------------- | ---------------------------- | ---------------------------- | ---------------------------- | ---------------------------- |
| 1re                          | Puck Pieterse                | Pays-Bas                     | Fenix-Deceuninck             | 26 pts                       |
| 2e                           | Shirin van Anrooij           | Pays-Bas                     | Lidl-Trek                    | 18 pts                       |
| 3e                           | Neve Bradbury                | Australie                    | Canyon-SRAM Racing           | 14 pts                       |

| Classement par équipes aux points | Classement par équipes aux points | Classement par équipes aux points | Classement par équipes aux points |
| Équipe                            | Équipe                            | Pays                              | Points                            |
| --------------------------------- | --------------------------------- | --------------------------------- | --------------------------------- |
| 1re                               | Lidl-Trek                         | États-Unis                        | 3410 pts                          |
| 2e                                | SD Worx-Protime                   | Pays-Bas                          | 3222 pts                          |
| 3e                                | Canyon-SRAM Racing                | Allemagne                         | 1998 pts                          |
| 4e                                | UAE Team ADQ                      | Émirats arabes unis               | 1933 pts                          |
| 5e                                | Team DSM-Firmenich PostNL         | Pays-Bas                          | 1793 pts                          |
| 6e                                | Fenix-Deceuninck                  | Belgique                          | 1426 pts                          |
| 7e                                | Liv AlUla Jayco                   | Australie                         | 1307 pts                          |
| 8e                                | Team Visma \| Lease a Bike        | Pays-Bas                          | 1290 pts                          |
| 9e                                | FDJ-Suez                          | France                            | 1280 pts                          |
| 10e                               | AG Insurance-Soudal Team          | Belgique                          | 1154 pts                          |

| Classement par équipes aux points | Classement par équipes aux points | Classement par équipes aux points | Classement par équipes aux points |
| Équipe                            | Équipe                            | Pays                              | Points                            |
| --------------------------------- | --------------------------------- | --------------------------------- | --------------------------------- |
| 1re                               | Lidl-Trek                         | États-Unis                        | 3410 pts                          |
| 2e                                | SD Worx-Protime                   | Pays-Bas                          | 3222 pts                          |
| 3e                                | Canyon-SRAM Racing                | Allemagne                         | 1998 pts                          |
| 4e                                | UAE Team ADQ                      | Émirats arabes unis               | 1933 pts                          |
| 5e                                | Team DSM-Firmenich PostNL         | Pays-Bas                          | 1793 pts                          |
| 6e                                | Fenix-Deceuninck                  | Belgique                          | 1426 pts                          |
| 7e                                | Liv AlUla Jayco                   | Australie                         | 1307 pts                          |
| 8e                                | Team Visma \| Lease a Bike        | Pays-Bas                          | 1290 pts                          |
| 9e                                | FDJ-Suez                          | France                            | 1280 pts                          |
| 10e                               | AG Insurance-Soudal Team          | Belgique                          | 1154 pts                          |

## Liste des participantes
| Légende | Légende                                                                    | Légende | Légende                                                    |
| ------- | -------------------------------------------------------------------------- | ------- | ---------------------------------------------------------- |
| Num     | Dossard de départ porté par le coureur sur ce Gand-Wevelgem                | Pos     | Position à l'arrivée de la course                          |
|         | Indique un maillot de champion national ou mondial, suivi de sa spécialité | NP      | Indique un coureur qui n'a pas pris le départ de la course |
| AB      | Indique un coureur qui n'a pas terminé la course                           | HD      | Indique un coureur qui a terminé la course hors des délais |

| SD Worx-Protime SDW | SD Worx-Protime SDW               | SD Worx-Protime SDW |
| ------------------- | --------------------------------- | ------------------- |
| Num                 | Coureuse                          | Pos                 |
| 1                   | Marlen Reusser (SUI) (route)      | 29e                 |
| 2                   | Lotte Kopecky (BEL) (route)       | 19e                 |
| 3                   | Lorena Wiebes (NED)               | 1re                 |
| 4                   | Chantal van den Broek-Blaak (NED) | AB                  |
| 5                   | Christine Majerus (LUX) (route)   | 25e                 |
| 6                   | Femke Markus (NED)                | 60e                 |

| AG Insurance-Soudal Team AGS | AG Insurance-Soudal Team AGS       | AG Insurance-Soudal Team AGS |
| ---------------------------- | ---------------------------------- | ---------------------------- |
| Num                          | Coureuse                           | Pos                          |
| 11                           | Julie Van de Velde (BEL)           | AB                           |
| 12                           | Maaike Boogaard (NED)              | AB                           |
| 13                           | Kimberley Le Court de Billot (MRI) | 13e                          |
| 14                           | Anya Louw (AUS)                    | AB                           |
| 15                           | Ilse Pluimers (NED)                | 70e                          |
| 16                           | Maud Rijnbeek (NED)                | 71e                          |

| Canyon-SRAM Racing CSR | Canyon-SRAM Racing CSR         | Canyon-SRAM Racing CSR |
| ---------------------- | ------------------------------ | ---------------------- |
| Num                    | Coureuse                       | Pos                    |
| 21                     | Chloé Dygert (USA) (route)     | 36e                    |
| 22                     | Zoe Bäckstedt (GBR)            | 79e                    |
| 23                     | Tiffany Cromwell (AUS)         | 73e                    |
| 24                     | Agnieszka Skalniak-Sójka (POL) | 48e                    |
| 25                     | Alice Towers (GBR)             | 49e                    |
| 26                     | Maike van der Duin (NED)       | AB                     |

| Ceratizit-WNT Pro Cycling WNT | Ceratizit-WNT Pro Cycling WNT | Ceratizit-WNT Pro Cycling WNT |
| ----------------------------- | ----------------------------- | ----------------------------- |
| Num                           | Coureuse                      | Pos                           |
| 31                            | Alice Maria Arzuffi (ITA)     | 55e                           |
| 32                            | Arianna Fidanza (ITA)         | 22e                           |
| 33                            | Nina Berton (LUX)             | 15e                           |
| 34                            | Marta Lach (POL)              | 43e                           |
| 35                            | Kathrin Schweinberger (AUT)   | 61e                           |
| 36                            | Lea Lin Teutenberg (GER)      | 69e                           |

| FDJ-Suez FST | FDJ-Suez FST          | FDJ-Suez FST |
| ------------ | --------------------- | ------------ |
| Num          | Coureuse              | Pos          |
| 41           | Grace Brown (AUS)     | 37e          |
| 42           | Coralie Demay (FRA)   | AB           |
| 43           | Marie Le Net (FRA)    | 77e          |
| 44           | Gladys Verhulst (FRA) | 28e          |
| 45           | Alessia Vigilia (ITA) | AB           |
| 46           | Jade Wiel (FRA)       | 34e          |

| Fenix-Deceuninck ___ | Fenix-Deceuninck ___          | Fenix-Deceuninck ___ |
| -------------------- | ----------------------------- | -------------------- |
| Num                  | Coureuse                      | Pos                  |
| 51                   | Sanne Cant (BEL)              | 85e                  |
| 52                   | Puck Pieterse (NED)           | 7e                   |
| 53                   | Julie De Wilde (BEL)          | 80e                  |
| 54                   | Evy Kuijpers (NED)            | 86e                  |
| 55                   | Flora Perkins (GBR)           | 47e                  |
| 56                   | Christina Schweinberger (AUT) | 9e                   |

| Human Powered Health HPH | Human Powered Health HPH  | Human Powered Health HPH |
| ------------------------ | ------------------------- | ------------------------ |
| Num                      | Coureuse                  | Pos                      |
| 61                       | Audrey Cordon-Ragot (FRA) | 23e                      |
| 62                       | Romy Kasper (GER)         | 87e                      |
| 63                       | Daria Pikulik (POL)       | 88e                      |
| 64                       | Marit Raaijmakers (NED)   | AB                       |
| 65                       | Katia Ragusa (ITA)        | 46e                      |
| 66                       | Lily Williams (USA)       | 89e                      |

| Lidl-Trek LTK | Lidl-Trek LTK                      | Lidl-Trek LTK |
| ------------- | ---------------------------------- | ------------- |
| Num           | Coureuse                           | Pos           |
| 71            | Elisa Balsamo (ITA)                | 2e            |
| 72            | Lucinda Brand (NED)                | 59e           |
| 73            | Lauretta Hanson (AUS)              | 31e           |
| 74            | Elisa Longo Borghini (ITA) (route) | 33e           |
| 75            | Shirin van Anrooij (NED)           | 32e           |
| 76            | Ellen van Dijk (NED)               | 39e           |

| Liv AlUla Jayco LAJ | Liv AlUla Jayco LAJ       | Liv AlUla Jayco LAJ |
| ------------------- | ------------------------- | ------------------- |
| Num                 | Coureuse                  | Pos                 |
| 81                  | Georgia Baker (AUS)       | AB                  |
| 82                  | Teniel Campbell (TTO)     | 82e                 |
| 83                  | Jeanne Korevaar (NED)     | 58e                 |
| 84                  | Amber Pate (AUS)          | 84e                 |
| 85                  | Letizia Paternoster (ITA) | 21e                 |
| 86                  | Silke Smulders (NED)      | 26e                 |

| Movistar Team MOV | Movistar Team MOV            | Movistar Team MOV |
| ----------------- | ---------------------------- | ----------------- |
| Num               | Coureuse                     | Pos               |
| 91                | Arlenis Sierra (CUB) (route) | 6e                |
| 92                | Aude Biannic (FRA)           | 81e               |
| 93                | Emma Norsgaard Bjerg         | 35e               |
| 94                | Floortje Mackaij (NED)       | 18e               |
| 95                | Lucia Ruiz Pérez (ESP)       | AB                |
| 96                | Laura Ruiz Pérez (ESP)       | AB                |

| Roland CGS | Roland CGS                    | Roland CGS |
| ---------- | ----------------------------- | ---------- |
| Num        | Coureuse                      | Pos        |
| 101        | Maggie Coles-Lyster (CAN)     | 10e        |
| 102        | Nguyễn Thị Thật (VIE) (route) | AB         |
| 103        | Sofia Collinelli (ITA)        | AB         |
| 104        | Tamara Dronova (RUS) (route)  | 17e        |
| 105        | Sylvie Swinkels (NED)         | AB         |
| 106        | Giorgia Vettorello (ITA)      | 74e        |

| Team dsm-firmenich PostNL DFP | Team dsm-firmenich PostNL DFP | Team dsm-firmenich PostNL DFP |
| ----------------------------- | ----------------------------- | ----------------------------- |
| Num                           | Coureuse                      | Pos                           |
| 111                           | Rachele Barbieri (ITA)        | AB                            |
| 112                           | Pfeiffer Georgi (GBR) (route) | 30e                           |
| 113                           | Franziska Koch (GER)          | 29e                           |
| 114                           | Charlotte Kool (NED)          | 4e                            |
| 115                           | Maeve Plouffe (AUS)           | AB                            |
| 116                           | Abi Smith (GBR)               | 83e                           |

| Team Visma \| Lease a Bike TVL | Team Visma \| Lease a Bike TVL | Team Visma \| Lease a Bike TVL |
| ------------------------------ | ------------------------------ | ------------------------------ |
| Num                            | Coureuse                       | Pos                            |
| 121                            | Fem van Empel (NED)            | NP                             |
| 122                            | Carlijn Achtereekte (NED)      | AB                             |
| 123                            | Lieke Nooijen (NED)            | 41e                            |
| 124                            | Linda Riedmann (GER)           | 12e                            |
| 125                            | Margaux Vigié (FRA)            | 56e                            |
| 126                            | Sophie von Berswordt (NED)     | 27e                            |

| UAE Team ADQ UAD | UAE Team ADQ UAD          | UAE Team ADQ UAD |
| ---------------- | ------------------------- | ---------------- |
| Num              | Coureuse                  | Pos              |
| 131              | Silvia Persico (ITA)      | 57e              |
| 132              | Chiara Consonni (ITA)     | 3e               |
| 133              | Eugenia Bujak (SLO)       | 20e              |
| 134              | Eleonora Gasparrini (ITA) | AB               |
| 135              | Sofia Bertizzolo (ITA)    | 78e              |
| 136              | Karlijn Swinkels (NED)    | 38e              |

| Uno-X Mobility UXM | Uno-X Mobility UXM              | Uno-X Mobility UXM |
| ------------------ | ------------------------------- | ------------------ |
| Num                | Coureuse                        | Pos                |
| 141                | Amalie Dideriksen (DEN)         | 76e                |
| 142                | Susanne Andersen (NOR) (route)  | 75e                |
| 143                | Simone Boilard (CAN)            | 16e                |
| 144                | Maria Giulia Confalonieri (ITA) | 5e                 |
| 145                | Rebecca Koerner (route)         | 52e                |
| 146                | Anniina Ahtosalo (FIN) (route)  | AB                 |

| Cofidis COF | Cofidis COF                    | Cofidis COF |
| ----------- | ------------------------------ | ----------- |
| Num         | Coureuse                       | Pos         |
| 151         | Victoire Berteau (FRA) (route) | 14e         |
| 152         | Alana Castrique (BEL)          | AB          |
| 153         | Valentine Fortin (FRA)         | AB          |
| 154         | Lise Ménage (FRA)              | AB          |
| 155         | Josie Talbot (AUS)             | AB          |
| 156         | Sarah Roy (AUS)                | 50e         |

| Arkéa-B&B Hotels Women ARK | Arkéa-B&B Hotels Women ARK    | Arkéa-B&B Hotels Women ARK |
| -------------------------- | ----------------------------- | -------------------------- |
| Num                        | Coureuse                      | Pos                        |
| 161                        | Michaela Drummond (NZL)       | 65e                        |
| 162                        | Emilia Fahlin (SWE) (route)   | AB                         |
| 163                        | Amandine Fouquenet (FRA)      | AB                         |
| 164                        | Marie-Morgane Le Deunff (FRA) | AB                         |
| 165                        | Anaïs Morichon (FRA)          | 54e                        |
| 166                        | Maurène Trégouët (FRA)        | AB                         |

| Chevalmeire CHE | Chevalmeire CHE        | Chevalmeire CHE |
| --------------- | ---------------------- | --------------- |
| Num             | Coureuse               | Pos             |
| 171             | Nathalie Bex (BEL)     | AB              |
| 172             | Danique Braam (NED)    | 63e             |
| 173             | Tara Gins (BEL)        | AB              |
| 174             | Antonia Gröndahl (FIN) | AB              |
| 175             | Hanna Nilsson (SWE)    | AB              |
| 176             | Emily Watts (AUS)      | AB              |

| EF Education-Cannondale EFC | EF Education-Cannondale EFC | EF Education-Cannondale EFC |
| --------------------------- | --------------------------- | --------------------------- |
| Num                         | Coureuse                    | Pos                         |
| 181                         | Coryn Labecki (USA)         | 64e                         |
| 182                         | Megan Armitage (IRL)        | AB                          |
| 183                         | Letizia Borghesi (ITA)      | 45e                         |
| 184                         | Nina Kessler (NED)          | 42e                         |
| 185                         | Noemi Rüegg (SUI)           | 24e                         |
| 186                         | Lotta Henttala (FIN)        | 66e                         |

| Lifeplus Wahoo LPW | Lifeplus Wahoo LPW         | Lifeplus Wahoo LPW |
| ------------------ | -------------------------- | ------------------ |
| Num                | Coureuse                   | Pos                |
| 191                | Kristýna Burlová (CZE)     | 62e                |
| 192                | Eluned King (GBR)          | AB                 |
| 193                | Maddie Leech (GBR)         | AB                 |
| 194                | Karin Söderqvist (SWE)     | AB                 |
| 195                | Babette van der Wolf (NED) | 44e                |
| 196                | Kaja Rysz (POL)            | 72e                |

| Lotto Dstny Ladies LDL | Lotto Dstny Ladies LDL  | Lotto Dstny Ladies LDL |
| ---------------------- | ----------------------- | ---------------------- |
| Num                    | Coureuse                | Pos                    |
| 201                    | Thalita de Jong (NED)   | 8e                     |
| 202                    | Maureen Arens (NED)     | AB                     |
| 203                    | Katrijn De Clercq (BEL) | 40e                    |
| 204                    | Mieke Docx (BEL)        | 68e                    |
| 205                    | Julie Hendrickx (BEL)   | AB                     |
| 206                    | Anna van Wersch (NED)   | AB                     |

| Proximus-Cyclis CT ___ | Proximus-Cyclis CT ___  | Proximus-Cyclis CT ___ |
| ---------------------- | ----------------------- | ---------------------- |
| Num                    | Coureuse                | Pos                    |
| 211                    | Amber Aernouts (NED)    | AB                     |
| 213                    | Marieke de Groot (NED)  | AB                     |
| 214                    | Lone Meertens (BEL)     | AB                     |
| 215                    | Margarita Lopez (ESP)   | AB                     |
| 216                    | Femke van Goethem (BEL) | AB                     |

| Team Coop-Repsol HPU | Team Coop-Repsol HPU    | Team Coop-Repsol HPU |
| -------------------- | ----------------------- | -------------------- |
| Num                  | Coureuse                | Pos                  |
| 221                  | Camilla Rånes Bye (NOR) | AB                   |
| 222                  | Monica Greenwood (GBR)  | 67e                  |
| 223                  | Stina Kagevi (SWE)      | DQ                   |
| 224                  | Magdalene Lind (NOR)    | AB                   |
| 225                  | April Tacey (GBR)       | AB                   |
| 226                  | Eline Van Rooijen (NED) | AB                   |

| VolkerWessels VWT | VolkerWessels VWT           | VolkerWessels VWT |
| ----------------- | --------------------------- | ----------------- |
| Num               | Coureuse                    | Pos               |
| 231               | Valerie Demey (BEL)         | 53e               |
| 232               | Anneke Dijkstra (NED)       | 51e               |
| 233               | Marieke Meert (BEL)         | AB                |
| 234               | Laura Molenaar (NED)        | AB                |
| 235               | Quinty Schoens (NED)        | AB                |
| 236               | Margot Vanpachtenbeke (BEL) | 11e               |

| SD Worx-Protime SDW | SD Worx-Protime SDW               | SD Worx-Protime SDW |
| ------------------- | --------------------------------- | ------------------- |
| Num                 | Coureuse                          | Pos                 |
| 1                   | Marlen Reusser (SUI) (route)      | 29e                 |
| 2                   | Lotte Kopecky (BEL) (route)       | 19e                 |
| 3                   | Lorena Wiebes (NED)               | 1re                 |
| 4                   | Chantal van den Broek-Blaak (NED) | AB                  |
| 5                   | Christine Majerus (LUX) (route)   | 25e                 |
| 6                   | Femke Markus (NED)                | 60e                 |

| AG Insurance-Soudal Team AGS | AG Insurance-Soudal Team AGS       | AG Insurance-Soudal Team AGS |
| ---------------------------- | ---------------------------------- | ---------------------------- |
| Num                          | Coureuse                           | Pos                          |
| 11                           | Julie Van de Velde (BEL)           | AB                           |
| 12                           | Maaike Boogaard (NED)              | AB                           |
| 13                           | Kimberley Le Court de Billot (MRI) | 13e                          |
| 14                           | Anya Louw (AUS)                    | AB                           |
| 15                           | Ilse Pluimers (NED)                | 70e                          |
| 16                           | Maud Rijnbeek (NED)                | 71e                          |

| Canyon-SRAM Racing CSR | Canyon-SRAM Racing CSR         | Canyon-SRAM Racing CSR |
| ---------------------- | ------------------------------ | ---------------------- |
| Num                    | Coureuse                       | Pos                    |
| 21                     | Chloé Dygert (USA) (route)     | 36e                    |
| 22                     | Zoe Bäckstedt (GBR)            | 79e                    |
| 23                     | Tiffany Cromwell (AUS)         | 73e                    |
| 24                     | Agnieszka Skalniak-Sójka (POL) | 48e                    |
| 25                     | Alice Towers (GBR)             | 49e                    |
| 26                     | Maike van der Duin (NED)       | AB                     |

| Ceratizit-WNT Pro Cycling WNT | Ceratizit-WNT Pro Cycling WNT | Ceratizit-WNT Pro Cycling WNT |
| ----------------------------- | ----------------------------- | ----------------------------- |
| Num                           | Coureuse                      | Pos                           |
| 31                            | Alice Maria Arzuffi (ITA)     | 55e                           |
| 32                            | Arianna Fidanza (ITA)         | 22e                           |
| 33                            | Nina Berton (LUX)             | 15e                           |
| 34                            | Marta Lach (POL)              | 43e                           |
| 35                            | Kathrin Schweinberger (AUT)   | 61e                           |
| 36                            | Lea Lin Teutenberg (GER)      | 69e                           |

| FDJ-Suez FST | FDJ-Suez FST          | FDJ-Suez FST |
| ------------ | --------------------- | ------------ |
| Num          | Coureuse              | Pos          |
| 41           | Grace Brown (AUS)     | 37e          |
| 42           | Coralie Demay (FRA)   | AB           |
| 43           | Marie Le Net (FRA)    | 77e          |
| 44           | Gladys Verhulst (FRA) | 28e          |
| 45           | Alessia Vigilia (ITA) | AB           |
| 46           | Jade Wiel (FRA)       | 34e          |

| Fenix-Deceuninck ___ | Fenix-Deceuninck ___          | Fenix-Deceuninck ___ |
| -------------------- | ----------------------------- | -------------------- |
| Num                  | Coureuse                      | Pos                  |
| 51                   | Sanne Cant (BEL)              | 85e                  |
| 52                   | Puck Pieterse (NED)           | 7e                   |
| 53                   | Julie De Wilde (BEL)          | 80e                  |
| 54                   | Evy Kuijpers (NED)            | 86e                  |
| 55                   | Flora Perkins (GBR)           | 47e                  |
| 56                   | Christina Schweinberger (AUT) | 9e                   |

| Human Powered Health HPH | Human Powered Health HPH  | Human Powered Health HPH |
| ------------------------ | ------------------------- | ------------------------ |
| Num                      | Coureuse                  | Pos                      |
| 61                       | Audrey Cordon-Ragot (FRA) | 23e                      |
| 62                       | Romy Kasper (GER)         | 87e                      |
| 63                       | Daria Pikulik (POL)       | 88e                      |
| 64                       | Marit Raaijmakers (NED)   | AB                       |
| 65                       | Katia Ragusa (ITA)        | 46e                      |
| 66                       | Lily Williams (USA)       | 89e                      |

| Lidl-Trek LTK | Lidl-Trek LTK                      | Lidl-Trek LTK |
| ------------- | ---------------------------------- | ------------- |
| Num           | Coureuse                           | Pos           |
| 71            | Elisa Balsamo (ITA)                | 2e            |
| 72            | Lucinda Brand (NED)                | 59e           |
| 73            | Lauretta Hanson (AUS)              | 31e           |
| 74            | Elisa Longo Borghini (ITA) (route) | 33e           |
| 75            | Shirin van Anrooij (NED)           | 32e           |
| 76            | Ellen van Dijk (NED)               | 39e           |

| Liv AlUla Jayco LAJ | Liv AlUla Jayco LAJ       | Liv AlUla Jayco LAJ |
| ------------------- | ------------------------- | ------------------- |
| Num                 | Coureuse                  | Pos                 |
| 81                  | Georgia Baker (AUS)       | AB                  |
| 82                  | Teniel Campbell (TTO)     | 82e                 |
| 83                  | Jeanne Korevaar (NED)     | 58e                 |
| 84                  | Amber Pate (AUS)          | 84e                 |
| 85                  | Letizia Paternoster (ITA) | 21e                 |
| 86                  | Silke Smulders (NED)      | 26e                 |

| Movistar Team MOV | Movistar Team MOV            | Movistar Team MOV |
| ----------------- | ---------------------------- | ----------------- |
| Num               | Coureuse                     | Pos               |
| 91                | Arlenis Sierra (CUB) (route) | 6e                |
| 92                | Aude Biannic (FRA)           | 81e               |
| 93                | Emma Norsgaard Bjerg         | 35e               |
| 94                | Floortje Mackaij (NED)       | 18e               |
| 95                | Lucia Ruiz Pérez (ESP)       | AB                |
| 96                | Laura Ruiz Pérez (ESP)       | AB                |

| Roland CGS | Roland CGS                    | Roland CGS |
| ---------- | ----------------------------- | ---------- |
| Num        | Coureuse                      | Pos        |
| 101        | Maggie Coles-Lyster (CAN)     | 10e        |
| 102        | Nguyễn Thị Thật (VIE) (route) | AB         |
| 103        | Sofia Collinelli (ITA)        | AB         |
| 104        | Tamara Dronova (RUS) (route)  | 17e        |
| 105        | Sylvie Swinkels (NED)         | AB         |
| 106        | Giorgia Vettorello (ITA)      | 74e        |

| Team dsm-firmenich PostNL DFP | Team dsm-firmenich PostNL DFP | Team dsm-firmenich PostNL DFP |
| ----------------------------- | ----------------------------- | ----------------------------- |
| Num                           | Coureuse                      | Pos                           |
| 111                           | Rachele Barbieri (ITA)        | AB                            |
| 112                           | Pfeiffer Georgi (GBR) (route) | 30e                           |
| 113                           | Franziska Koch (GER)          | 29e                           |
| 114                           | Charlotte Kool (NED)          | 4e                            |
| 115                           | Maeve Plouffe (AUS)           | AB                            |
| 116                           | Abi Smith (GBR)               | 83e                           |

| Team Visma \| Lease a Bike TVL | Team Visma \| Lease a Bike TVL | Team Visma \| Lease a Bike TVL |
| ------------------------------ | ------------------------------ | ------------------------------ |
| Num                            | Coureuse                       | Pos                            |
| 121                            | Fem van Empel (NED)            | NP                             |
| 122                            | Carlijn Achtereekte (NED)      | AB                             |
| 123                            | Lieke Nooijen (NED)            | 41e                            |
| 124                            | Linda Riedmann (GER)           | 12e                            |
| 125                            | Margaux Vigié (FRA)            | 56e                            |
| 126                            | Sophie von Berswordt (NED)     | 27e                            |

| UAE Team ADQ UAD | UAE Team ADQ UAD          | UAE Team ADQ UAD |
| ---------------- | ------------------------- | ---------------- |
| Num              | Coureuse                  | Pos              |
| 131              | Silvia Persico (ITA)      | 57e              |
| 132              | Chiara Consonni (ITA)     | 3e               |
| 133              | Eugenia Bujak (SLO)       | 20e              |
| 134              | Eleonora Gasparrini (ITA) | AB               |
| 135              | Sofia Bertizzolo (ITA)    | 78e              |
| 136              | Karlijn Swinkels (NED)    | 38e              |

| Uno-X Mobility UXM | Uno-X Mobility UXM              | Uno-X Mobility UXM |
| ------------------ | ------------------------------- | ------------------ |
| Num                | Coureuse                        | Pos                |
| 141                | Amalie Dideriksen (DEN)         | 76e                |
| 142                | Susanne Andersen (NOR) (route)  | 75e                |
| 143                | Simone Boilard (CAN)            | 16e                |
| 144                | Maria Giulia Confalonieri (ITA) | 5e                 |
| 145                | Rebecca Koerner (route)         | 52e                |
| 146                | Anniina Ahtosalo (FIN) (route)  | AB                 |

| Cofidis COF | Cofidis COF                    | Cofidis COF |
| ----------- | ------------------------------ | ----------- |
| Num         | Coureuse                       | Pos         |
| 151         | Victoire Berteau (FRA) (route) | 14e         |
| 152         | Alana Castrique (BEL)          | AB          |
| 153         | Valentine Fortin (FRA)         | AB          |
| 154         | Lise Ménage (FRA)              | AB          |
| 155         | Josie Talbot (AUS)             | AB          |
| 156         | Sarah Roy (AUS)                | 50e         |

| Arkéa-B&B Hotels Women ARK | Arkéa-B&B Hotels Women ARK    | Arkéa-B&B Hotels Women ARK |
| -------------------------- | ----------------------------- | -------------------------- |
| Num                        | Coureuse                      | Pos                        |
| 161                        | Michaela Drummond (NZL)       | 65e                        |
| 162                        | Emilia Fahlin (SWE) (route)   | AB                         |
| 163                        | Amandine Fouquenet (FRA)      | AB                         |
| 164                        | Marie-Morgane Le Deunff (FRA) | AB                         |
| 165                        | Anaïs Morichon (FRA)          | 54e                        |
| 166                        | Maurène Trégouët (FRA)        | AB                         |

| Chevalmeire CHE | Chevalmeire CHE        | Chevalmeire CHE |
| --------------- | ---------------------- | --------------- |
| Num             | Coureuse               | Pos             |
| 171             | Nathalie Bex (BEL)     | AB              |
| 172             | Danique Braam (NED)    | 63e             |
| 173             | Tara Gins (BEL)        | AB              |
| 174             | Antonia Gröndahl (FIN) | AB              |
| 175             | Hanna Nilsson (SWE)    | AB              |
| 176             | Emily Watts (AUS)      | AB              |

| EF Education-Cannondale EFC | EF Education-Cannondale EFC | EF Education-Cannondale EFC |
| --------------------------- | --------------------------- | --------------------------- |
| Num                         | Coureuse                    | Pos                         |
| 181                         | Coryn Labecki (USA)         | 64e                         |
| 182                         | Megan Armitage (IRL)        | AB                          |
| 183                         | Letizia Borghesi (ITA)      | 45e                         |
| 184                         | Nina Kessler (NED)          | 42e                         |
| 185                         | Noemi Rüegg (SUI)           | 24e                         |
| 186                         | Lotta Henttala (FIN)        | 66e                         |

| Lifeplus Wahoo LPW | Lifeplus Wahoo LPW         | Lifeplus Wahoo LPW |
| ------------------ | -------------------------- | ------------------ |
| Num                | Coureuse                   | Pos                |
| 191                | Kristýna Burlová (CZE)     | 62e                |
| 192                | Eluned King (GBR)          | AB                 |
| 193                | Maddie Leech (GBR)         | AB                 |
| 194                | Karin Söderqvist (SWE)     | AB                 |
| 195                | Babette van der Wolf (NED) | 44e                |
| 196                | Kaja Rysz (POL)            | 72e                |

| Lotto Dstny Ladies LDL | Lotto Dstny Ladies LDL  | Lotto Dstny Ladies LDL |
| ---------------------- | ----------------------- | ---------------------- |
| Num                    | Coureuse                | Pos                    |
| 201                    | Thalita de Jong (NED)   | 8e                     |
| 202                    | Maureen Arens (NED)     | AB                     |
| 203                    | Katrijn De Clercq (BEL) | 40e                    |
| 204                    | Mieke Docx (BEL)        | 68e                    |
| 205                    | Julie Hendrickx (BEL)   | AB                     |
| 206                    | Anna van Wersch (NED)   | AB                     |

| Proximus-Cyclis CT ___ | Proximus-Cyclis CT ___  | Proximus-Cyclis CT ___ |
| ---------------------- | ----------------------- | ---------------------- |
| Num                    | Coureuse                | Pos                    |
| 211                    | Amber Aernouts (NED)    | AB                     |
| 213                    | Marieke de Groot (NED)  | AB                     |
| 214                    | Lone Meertens (BEL)     | AB                     |
| 215                    | Margarita Lopez (ESP)   | AB                     |
| 216                    | Femke van Goethem (BEL) | AB                     |

| Team Coop-Repsol HPU | Team Coop-Repsol HPU    | Team Coop-Repsol HPU |
| -------------------- | ----------------------- | -------------------- |
| Num                  | Coureuse                | Pos                  |
| 221                  | Camilla Rånes Bye (NOR) | AB                   |
| 222                  | Monica Greenwood (GBR)  | 67e                  |
| 223                  | Stina Kagevi (SWE)      | DQ                   |
| 224                  | Magdalene Lind (NOR)    | AB                   |
| 225                  | April Tacey (GBR)       | AB                   |
| 226                  | Eline Van Rooijen (NED) | AB                   |

| VolkerWessels VWT | VolkerWessels VWT           | VolkerWessels VWT |
| ----------------- | --------------------------- | ----------------- |
| Num               | Coureuse                    | Pos               |
| 231               | Valerie Demey (BEL)         | 53e               |
| 232               | Anneke Dijkstra (NED)       | 51e               |
| 233               | Marieke Meert (BEL)         | AB                |
| 234               | Laura Molenaar (NED)        | AB                |
| 235               | Quinty Schoens (NED)        | AB                |
| 236               | Margot Vanpachtenbeke (BEL) | 11e               |